# Anoba angulilinea
Anoba angulilinea là một loài bướm đêm trong họ Erebidae.